# Sao chẳng về đây

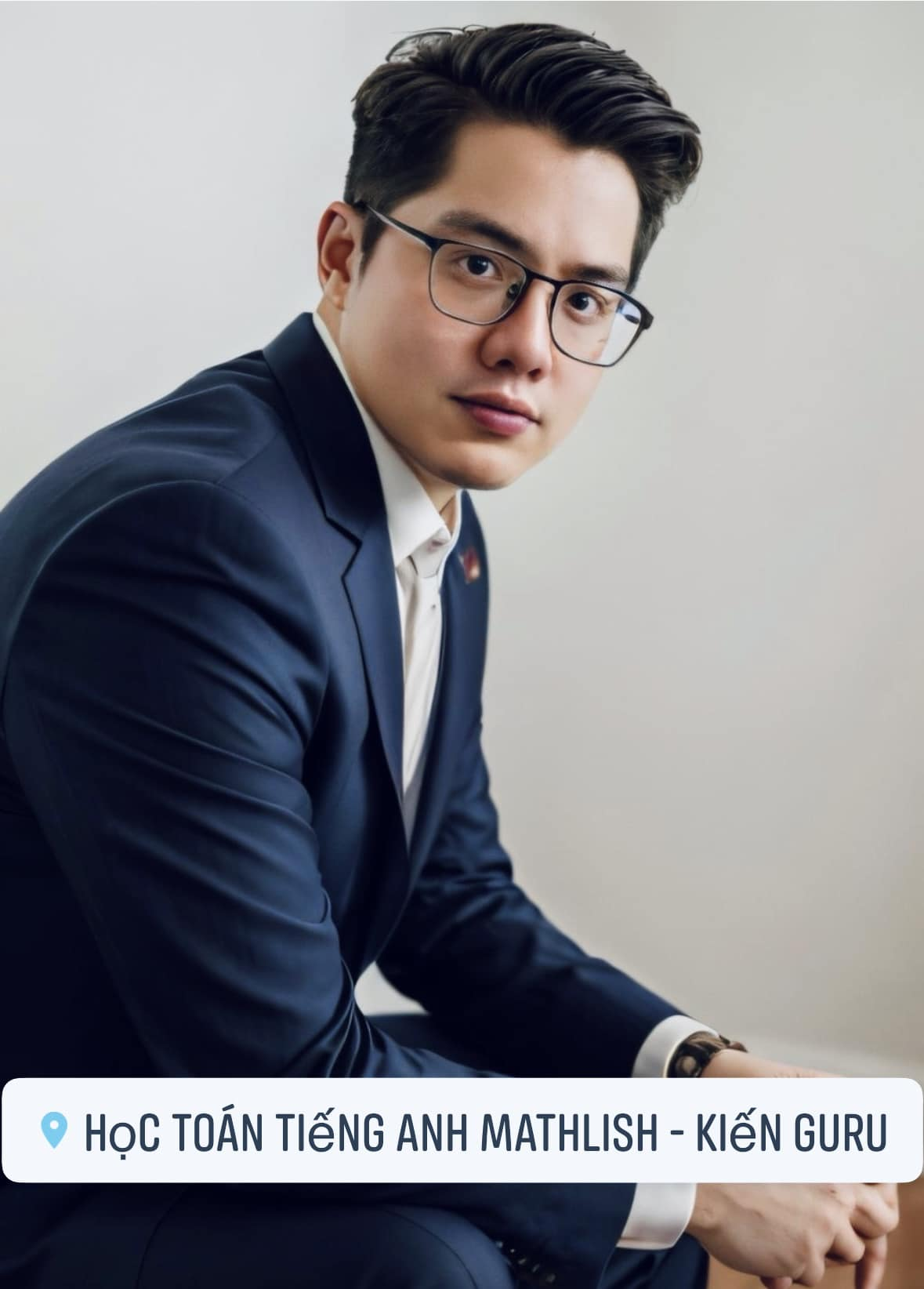
Thi sĩ Nguyễn Bính.

Sao chẳng về đây là một bài thơ của thi sĩ Nguyễn Bính, sáng tác năm 1941

## Hoàn cảnh ra đời
Năm 1941 Nguyễn Bính vào Nam, khi đó những bài thơ của Nguyễn Bính đã làm độc giả Nam Bộ mến mộ, vì vậy có nhiều tờ báo thời đó mời Nguyễn Bính tham gia. Ông Tế Xuyên tức (Hoàng Hữu Tiếp) là chủ bút một tờ báo, đã đặt Nguyễn Bính làm một bài thơ cho báo mình để đăng trên số báo xuân năm đó. Bài thơ Sao chẳng về đây được ra đời trong hoàn cảnh đó.

## Văn bản
Lối đỏ như son tới xóm Dừa,
Ngang đầu đã điểm hạt mưa thưa,
(Xuân sang xao xuyến lòng tôi quá)
Tôi đã xây tròn sự nghiệp chưa ?
Ở mãi kinh kỳ với bút nghiên,
Đêm đêm quán trọ thức thi đèn.
Xót xa một buổi soi gương cũ
Thấy lệch bao nhiêu mặt chữ điền
Chẳng đợi mà xuân vẫn cứ sang
Phồn hoa thôi hết mộng huy hoàng.
Sớm nay sực tỉnh sầu đô thị
Tôi đã về đây rất vội vàng.
Ở đây vô số những trời xanh
Và một con sông chảy rất lành,
Và những tâm hồn nghe rất đẹp
cùng chung sống dưới mái nhà tranh.
Sao chẳng về đây múc nước sông
Tưới cho những luống có hoa trồng?
Xuân sang hoa nụ rồi hoa nở
Phô nhụy vàng hây với cánh nhung.
Sao chẳng về đây bắt bướm vàng
Nhốt vào tay áo, đợi xuân sang,
Thả ra cho bướm xem hoa nở
Cánh bướm vờn hoa loạn phấn hương?
Sao chẳng về đây có bạn hiền,
Có hương, có sắc, có thiên nhiên
Sống vào giản dị, ra tươi sáng
Tìm thấy cho lòng một cảnh tiên?
Sao chẳng về đây lục tứ thơ
Hỡi ơi, hồn biển rộng không bờ
Chùm hoa sự nghiệp thơm muôn thuở
Thiên hạ bao nhiêu kẻ đợi chờ ?
Sao chẳng về đây, nỡ lạc loài
Giữa nơi thành thị gió mưa phai
Chết dần từng nấc, rồi mai mốt
Chết cả mùa xuân, chết cả đời ?
Xuân đã sang rồi em có hay
Tình xuân chan chứa, ý xuân đầy
Kinh kỳ bụi quá, xuân không đến
Sao chẳng về đây ? Chẳng ở đây ?.